# Palude del Conte, dune di Punta Prosciutto
Palude del Conte, dune di Punta Prosciutto este o arie protejată (arie specială de conservare — SAC, sit de importanță comunitară — SCI) din Italia întinsă pe o suprafață de 5.661 ha, din care 90 % marine.

## Localizare
Centrul sitului Palude del Conte, dune di Punta Prosciutto este situat la coordonatele 40°15′57″N 17°47′28″E / 40.265833°N 17.791111°E.

## Înființare
Situl Palude del Conte, dune di Punta Prosciutto a fost declarat sit de importanță comunitară în iunie 1995 pentru a proteja 1 specie de plante și 17 specii de animale. Situl a fost protejat și ca arie specială de conservare în decembrie 2018.

## Biodiversitate
Situată în ecoregiunea mediteraneană, aria protejată conține 7 habitate naturale: Vegetație anuală la limita mareei, Pajiști umede mediteraneene cu ierburi înalte de Molinio-Holoschoenion, Dune de coastă cu Juniperus spp., Straturi cu Posidonia (Posidonion oceanicae), Tufărișuri halofile mediteraneene și termo-atlantice (Sarcocornetea fruticosi), Pășuni mediteraneene udate de apa mării (Juncetalia maritimi), Dune cu vegetație ierboasă Brachypodietalia cu specii anuale.
La baza desemnării sitului se află mai multe specii protejate:
- plante (1): Stipa austroitalica
- păsări (15): pescăruș albastru (Alcedo atthis), stârc roșu (Ardea purpurea), stârc galben (Ardeola ralloides), buhai de baltă (Botaurus stellaris), erete de stuf (Circus aeruginosus), erete cenușiu (Circus pygargus), egretă mică (Egretta garzetta), becațină comună (Gallinago gallinago), găinușă de baltă (Gallinula chloropus), piciorong (Himantopus himantopus), stârc pitic (Ixobrychus minutus), cresteț pestriț (Porzana porzana), rață cârâitoare (Spatula querquedula), chiră mică (Sternula albifrons), chiră de mare (Thalasseus sandvicensis)
- reptile (2): Caretta caretta, șarpele cu patru dungi (Elaphe quatuorlineata)

Pe lângă speciile protejate, pe teritoriul sitului au mai fost identificate 8 specii de plante, 1 specie de nevertebrate, 4 specii de reptile.